# Kolur, Devadurga
Kolur là một làng thuộc tehsil Devadurga, huyện Raichur, bang Karnataka, Ấn Độ.